# Kanchala, Malur
Kanchala là một làng thuộc tehsil Malur, huyện Kolar, bang Karnataka, Ấn Độ.